# Буковчева палата
Буковчева палата се налази у Зрењанину, у строгом центру града, у оквиру Старог градског језгра, као Просторно културно-историјске целине од великог значаја. Палату је подигао 1895. године градски адвокат Стеван Савић, а данас она носи име по Стевану Буковцу, познатом бечкеречком трговцу, који ју је откупио од Савића 1912. године.
Двоспратна палата постављена је на Тргу слободе на месту са којег се рачвају две улице краља Александра I Kарађорђевића и Пупинова улица. У време подизања својим положајем је маркирала почетак блока којег су формирале наведене улице са Светосавском, а који је имао троугласти облик. Зграда са своје три фасаде излазила на регулацију Трга и две улице, и била је део непрекинутог уличног низа. Урбанистичким интервенцијама из педесетих година 20. века, срушене су суседне зграде, тако да је Буковчева палата постала слободностојећи објекат који је одсечен од свог залеђа. Деведесетих година 20. века, на залеђу палате, подигнута је зграда у којој се данас налази банка.

## Архитектура зграде
Kонципирана је као стамбено – пословна (најамна) зграда, са локалима у приземљу и ликсузним салонским становима, којих је било по три на сваком спрату.
Грађевина је изведена у еклектичком духу са елементима неоренесансе и необарока, раскошно и репрезентативно. Са највише пажње обрађено је прочеље зграде које је окренуто Тргу слободе. У прилог овоме говори ефектно изведен еркер који као да израста из балкона испод њега. Архитекта је изгледа тежио да основним волуменом грађевине и декорацијом фасаде оствари утисак лакоће и виткости. Стога је акценат ставио на еркер и пиластре, по којима слободно лепи плитке мотиве штуко декорације. Нарочито интересантан мотив он остварује на своду балкона где примењује ренесансно обележје у виду касетиране таванице. 
Приземље, првобитно замишљено за пословне просторије, јасно је споља одвојено од спратног дела зграде. Прозорски отвори на првом спрату у виду бифора, још један су успели детаљ који доприноси општем изгледу целине. Степеновање значаја фасаде огледа се и у чињеници да је после главне фасаде најбогатије обрађена она из улице краља Александра, а затим Пупинове улице.